# Saint-Juéry, Lozère
Saint-Juéry este o comună în departamentul Lozère din sudul Franței. În 2009 avea o populație de 69 de locuitori.

## Evoluția populației
| An        | 1975 | 1982 | 1990 | 1999 | 2006 | 2009 |
| --------- | ---- | ---- | ---- | ---- | ---- | ---- |
| Populație | 47   | 58   | 67   | 60   | 68   | 69   |